# Georgina Salgado
Georgina Salgado (27. rujna 1986., Celaya, Mexico) meksička je glumica.

## Biografija
Georgina je studirala na Televisinoj školi za umjetničko obrazovanje Centro de Educación Artística de Televisa. Prva joj je uloga bila Agustine u meksičkoj telenoveli Rebelde 2004. godine. Zatim su uslijedile i uloge u telenovelama Lola:Érase una vez, Sexo y otros secretos te Al diablo con los Guapos. Ipak, prvu je ozbiljniju ulogu dobila 2008. godine u Oprezno s anđelom. 2009. godine sudjeluje u telenoveli More ljubavi.

## Filmografija
- More ljubavi kao Esperanza Ruiz (2009. – 2010.)
- Oprezno s anđelom kao Puricacion “Purita” de Gonzalez (2008. – 2009.)
- La rosa de Guadalupe kao Alexa (2008.)
- Al diablo con los Guapos kao Gloria (2007.)
- Sexo y otros secretos kao Diana (2007.)
- Lola:Érase una vez kao Mirtha (2007.)
- Rebelde kao Agustina (2004. – 2005.)